# Antoine Douglas
Antoine Douglas (* 4. September 1992) ist ein US-amerikanischer Boxer im Mittelgewicht.

## Amateurkarriere
Douglas begann im Alter von 10 Jahren mit dem Boxen und bestritt über 120 Amateurkämpfe. Seine größten Erfolge waren der Gewinn der Goldmedaille bei der US-Juniorenmeisterschaft 2009 sowie der Gewinn jeweils einer Bronzemedaille bei den US-Meisterschaften 2011 und den National Golden Gloves 2011.

## Profikarriere
Sein Profidebüt gewann er am 27. Oktober 2012. Sein Promoter ist GH3 Promotions, trainiert wird er von Kay Koroma und Dennis Porter. Nach 14 Siegen in Folge boxte er im Juli 2014 ein Unentschieden gegen Michel Soro. Im März 2015 besiegte er den bis dahin ungeschlagenen Thomas LaManna beim Kampf um den Titel WBA Fedelatin und wurde im Juli 2015 durch einen Sieg gegen den bis dahin ebenfalls ungeschlagenen István Szili auch IBO Intercontinental Champion.
Nach einer Titelverteidigung gegen Les Sherrington, verlor er im März 2016 vorzeitig gegen Avtandil Khurtsidze. Eine weitere vorzeitige Niederlage erlitt er im Dezember 2017 gegen Gary O’Sullivan.